# Jana Dohnalová
Jana Dohnalová (* 7. dubna 1975, Bohutín) je česká spisovatelka, publicistka a scenáristka.

## Život
Do roku 1989 žila v obci Bohutín na Pelhřimovsku. V deseti letech se s dětmi ze sousedství pokusila založit svůj první divadelní spolek. Rodina se z Bohutína přestěhovala do nedalekých Černovic u Tábora, kde v roce 1989 ukončila osmiletou školní docházku. Středoškolské vzdělání získala na střední průmyslové škole kožedělné v Pelhřimově. Pracovala jako elévka v deníku Listy Pelhřimovska (dnes Pelhřimovský deník). V roce 1997 byla přijata ke studiu na FAMU v oboru scenáristiky a dramaturgie, kde získala titul BcA. Po ukončení studia byla zaměstnána do roku 2002 v regionálním zpravodajství JSC televize Prima a v roce 2005 jako dramaturžka v divadle GONG.
Od roku 2008 žije v Anglii, kde v roce 2015 studovala portrét na Hampstead college of art v Londýně a také pracovala jako dobrovolnice pro Britský červený kříž. Při této práci se setkala s princem Charlesem, který je patronem Britského červeného kříže. Věnuje se psaní životopisů osobností svého rodného kraje. Je rovněž držitelkou českého rekordu ve výrobě nejmenší peněženky, která je k vidění v pelhřimovském Muzeu rekordů a kuriozit.
Od roku 2019 je členkou Jihočeského klubu Obce spisovatelů a od roku 2021 členkou Obce spisovatelů.

## Dílo

### Knihy
- Monokly pod očima. Praha: Svoboda Servis, 2003. 108 s. ISBN 80-86320-26-X.
- Opraváři pomatených duší. Praha: Petrklíč, 2005. 86 s. ISBN 8072291289.

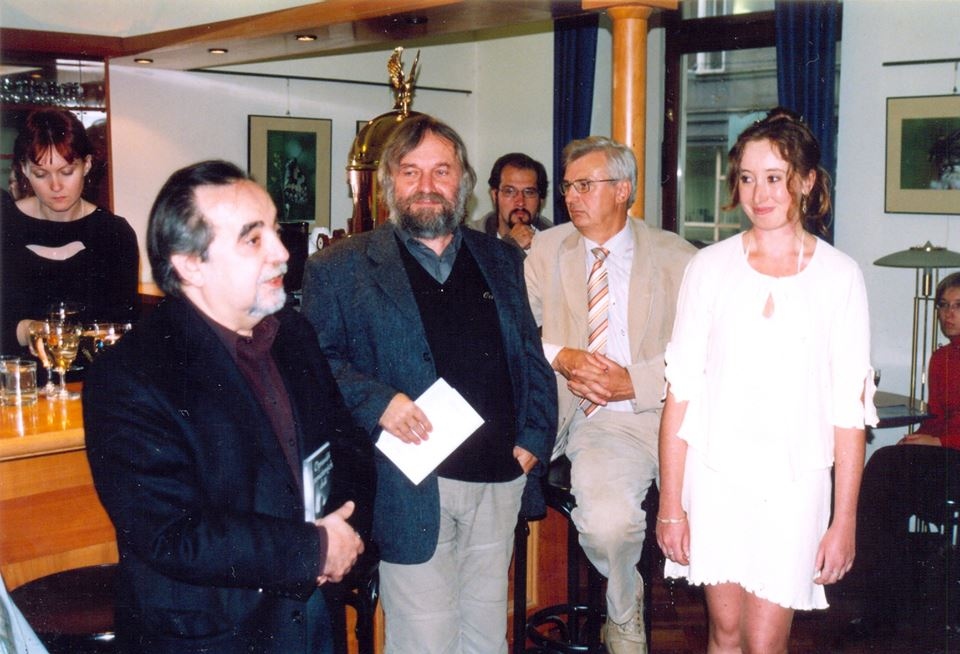
Křest knihy Opraváři pomatených duší v knihkupectví Academia 2005. S kmotry Vladimírem Justem a Dušanem Kleinem.

- Černovický Baťa : (osudy rodiny Schönbachových). Praha: Nakl. Petrklíč, 2008. 44 s. ISBN 978-80-7229-237-0. (přeloženo do angličtiny pod názvem Seven stasches of mistr Schönbach). ISBN 978-1-4918-8058-6 (sc), ISBN 978-1-4918-8059-3 (e)

- Vyprávění o chudém básníku něšťastné lásky: Vojtěch Bělohrobský. Praha: Petrklíč, 2011. 90 s. ISBN 978-80-7229-280-6.
- Na poslední cestě. Praha: Petrklíč, 2013. 108 s. ISBN 978-80-7229-374-2. (přeloženo do angličtiny pod názvem Passed away). ISBN 978-1-4817-9292-9 (sc), ISBN 978-1-4817-9293-6 (e)

- Sedm věků ženy, 2017, ISBN 978-80-7229-619-4 (spoluautorka antologie)
- Dobrodružství červíka Houbíka, připravováno k vydání v nakladatelství Epika – kniha pro děti.
- Dekameron 2020 – 100 nových povídek, které vznikly v době koronaviru, Nakl. Bondy, 2020, ISBN 9788088073567, (povídky: Jak nás navštívil Lenin, s.120, Trubecký komplex, s. 268).
- Pohádky z Jihu – Pohádky z Jižních Čech-antologie, Nakl. Epika, 2018, ISBN 978-80-7608-000-3, (pohádka : Černí rytíři z Blaníku, s. 65).
- Čertovické povídání – Pohádky a pověsti z města Černovice u Tábora a okolí, Nakl. Epika, 2021, ISBN 978-80-7608-053-9.
- Lokálka Štěpánka – Pohádky pro děti s omalovánkami,Nakl. Epika, 2022, ISBN 978-80-7608-080-5
- Legenda o sedmi skrýších páně Schönbachových – román-Epika 2023,ISBN 999-00-038-1409-8

### Film
- Jak ulovit rybáře Ivana (1998, režie Tomáš Bařina) – námět

### Divadlo
- Když ptáčka lapají (divadlo GONG, 2007, Praha) – dramaturgie.
- Kavárna u Anděla (divadlo GONG, 2015, Praha) – literární námět.
- O princezně Nebavě a princi Bojsovi (divadlo W-Arlet, Rakovník) – námět a scénář.

### Elektronické knihy
- Tajemná židovská komunita od baroka po šoa (Martin Koláček – E-knihy jedou 2021)
- Černovice do kapsy – Malý průvodce nejen pro turisty a důchodce (Martin Koláček – E-knihy jedou 2021)
- Vyprávění o chudém básníku nešťastné lásky (Martin Koláček – E-knihy jedou 2022)
- Černovický Baťa-Osudy rodiny Schönbachových (Martin Koláček – E-knihy jedou 2022) EAN:9788028103323
- Čertovické povídání (Martin Koláček – E-knihy jedou 2022) EAN:9788028106263
- Lokálka Štěpánka (Martin Koláček – E-knihy jedou 2023) EAN: 9990003710628
- Legenda o sedmi skrýších páně Schönbachových- román-(Martin Koláček – E-knihy jedou 2023)Kód:  EK45872

### Spoluautor
- Sedm + sedem alebo 7 + 7, Povídkový sborník jihočeských a slovenských autorů (Epika 2021)
- Literáti na trati VII aneb Próza ve znamení okřídlených kol (Antologie píšících železničářů 2020)
- Literáti na trati VIII aneb Příběhy vlakových cest (Antologie píšících železničářů 2021)
- Literáti na trati IX aneb Poezie grafikonu (Antologie píšících železničářů 2022)
- Literáti na trati X aneb Příběhy železné dráhy (Antologie píšících železničářů, EPIKA 2023)
- Literáti na trati XI aneb Příběhy s vůní dálek (Antologie píšících železničářů, EPIKA 2024)
- Otakar Štáfl – exlibris: album Štáflových exlibris (Monografie-vydav. Regia 2004) ISBN 80-903463-2-4

- EPIGRAM 2021 vydav. Syndikát novinářů České republiky – říjen 2021 ISBN 978-80-11-00302-9
- Ponad čas – (Epika 2022) – 14 povídek českých a slovenských autorů
- Na chvostu komety – (Epika 2022) – sborník sci-fi a fantasy povídek

## Ocenění
- Pomněnky – scénář k celovečernímu hranému filmu, druhé místo na festivalu FAMU-14. května 1997
- Prestižní cena Jihočeského klubu obce spisovatelů za rok 2024